# 石ヶ谷ジャンクション
石ヶ谷ジャンクション（いしがたにジャンクション）は、兵庫県明石市大久保町に建設中の第二神明道路及び第二神明道路北線のジャンクションである。

## 道路
- E93 第二神明道路
- E94 第二神明道路北線

## 隣
第二神明道路
玉津インターチェンジ - 石ヶ谷ジャンクション - 大久保インターチェンジ(第二神明道路北線は大久保インターチェンジ方面のみ接続)
第二神明道路北線
平野西インターチェンジ（仮称） - 石ヶ谷ジャンクション